# Войцех Ярузельський
Во́йцех Ві́тольд Ярузе́льський (пол. Wojciech Witold Jaruzelski; 6 липня 1923, Курів, Польща — 25 травня 2014, Варшава, Польща) — польський військовий і державний діяч, генерал армії (1973), міністр оборони Польщі (1969–1983), перший секретар ПОРП (1981–1989), прем'єр-міністр ПНР (1981–1985), Голова Державної Ради ПНР (1985–1989), другий Президент ПНР (1989) і перший Президент посткомуністичної Республіки Польща (1989–1990).

## Біографія
Народився 1923 року. За походженням шляхтич гербу Сліповрон, коріння його роду прослідковується до XV століття. Його дід — учасник повстання 1863–1864 років — провів 10 років у сибірському засланні. Батько добровольцем пішов на польсько-радянську війну 1920 року.
Навчався в католицькій гімназії. Після початку Другої світової війни опинився разом з батьками на території Литви, яка незабаром була анексована СРСР.
14 червня 1941 родина Ярузельських, як і сотні тисяч інших поляків, була вислана до Сибіру. Батько помер від виснаження після звільнення з табору 1942-го. Щоб прогодувати родину (матір і сестру), Войцех працював вантажником та лісорубом в алтайській тайзі.
У травні 1943 записався добровольцем в організоване польськими комуністами Військо Польське (ВП). Навчався у військовому училищі в Рязані. Брав участь у воєнних операціях 1-ї армії ВП. Нагороджений вищим польським військовим орденом — Virtuti Militari. Після війни вчився в академіях Генерального штабу у Варшаві і Москві. У 33 роки став наймолодшим польським генералом. Швидко пройшов шлях від командира дивізії (1957) до начальника Головного політичного управління Війська Польського (1960), начальника Генерального штабу (1965) і міністра національної оборони (1968). У 1964-му став членом ЦК ПОРП, а у 1971 — членом його політбюро.
У лютому 1981 взяв на себе обов'язки голови польського уряду. У жовтні того ж року обраний першим секретарем ЦК ПОРП, зберігши посади голови уряду і міністра оборони. У ніч на 13 грудня 1981, після введення воєнного стану в країні, очолив Військову раду національного порятунку (воєнний стан був скасований 22 червня 1983). Під тиском обставин був змушений погодитись на проведення «круглого столу», за результатами якого була укладена угода з політичною опозицією (5 квітня 1989), згідно з якою Польща мирно вийшла із соціалістичного блоку. Особисто Ярузельский не брав участі у роботі круглого столу.
19 липня 1989 на засіданні Національних зборів більшістю був обраний президентом ПНР.
У вересні 1990 добровільно подав у відставку і 12 грудня, після проведення президентських виборів, залишив президентський палац.
Помер 25 травня 2014 року у Варшаві.

## Родина
Був одружений, мав дочку.